# Амелькін Анатолій Микитович
Анатолій Микитович Амелькін (нар. 7 жовтня 1945) — український радянський партійний діяч, 2-й секретар Київського обкому КПУ.

## Біографія
Трудову діяльність розпочав бетонником будівельного управління у Брянській області РРФСР.
Освіта вища. Закінчив Українську сільськогосподарську академію.
До 1975 року — головний інженер-механік, голова колгоспу «Заповіт Ілліча» Чорнобильського району Київської області.
Член КПРС з 1967 року.
У 1975 — листопаді 1978 року — керуючий Чорнобильського районного об'єднання «Сільгосптехніка» Київської області.
У листопаді 1978 — червні 1987 року — 2-й секретар Чорнобильського районного комітету КПУ, 1-й секретар Чорнобильського районного комітету КПУ Київської області. Закінчив Вищу партійну школу при ЦК КПУ.
У червні 1987 — грудні 1988 року — 1-й секретар Іванківського районного комітету КПУ Київської області.
У грудні 1988 — 22 листопада 1990 року — секретар Київського обласного комітету КПУ.
22 листопада 1990 — серпень 1991 року — 2-й секретар Київського обласного комітету КПУ.
Потім — керуючий Вишгородського відділення акціонерного банку «Київська Русь» Київської області. На пенсії в місті Києві.

## Нагороди
- ордени
- медалі